# エリック・ピーターソン
エリック・ピーターソン（Eric Peterson、1964年5月14日 - ）は、アメリカのギタリスト。スラッシュメタル・バンド、テスタメントのリード・ギタリストとして1987年にデビューを果たし、2001年からはドラゴンロードというブラック・メタル色の強いサイドプロジェクトでも活動している。
父親はスウェーデン系で、母親はメキシコ系である。1983年にテスタメントを結成。現在まで同バンドの活動に貢献し続けている。当初は、リズム・ギタリストであったが、アレックス・スコルニックと共にリード・ギタリストとして演奏している。

## ディスコグラフィ

### レガシー
- Demo 1（1984）
- Demo 2（1985）

### テスタメント
- レガシー - The Legacy（1987）
- ニュー・オーダー - The New Order（1988）
- プラクティス・ホワット・ユー・プリーチ - Practice What You Preach（1989）
- ソウルズ・オブ・ブラック - Souls Of Black（1990）
- 儀式 - The Ritual（1992）
- ロウ - Low（1994）
- デモニック - Demonic（1997）
- ギャザリング - The Gathering（1999）
- ザ・フォーメーション・オブ・ダムネイション - The Formation of Damnation（2008）
- ダーク・ルーツ・オブ・アース - Dark Roots of Earth（2012）
- ブラザーフッド・オブ・ザ・スネイク - Brotherhood of the Snake（2016）
- タイタンズ・オブ・クリエイション - Titans of Creation（2020）

### ドラゴンロード
- Rapture（2001）
- Black Wings of Destiny（2005）
- Dominion（2018）

### リア・マクヘンリーとの共作
- Dreamland（2013）
- Winter Sun（2015）

### ゲスト参加
- Old Man's Child – Vermin（2005）
- リア・マクヘンリー – Otherworld,EP (2013)